# Gallecs (Mollet del Vallès)
Gallecs és un poble de la comarca del Vallès Occidental que pertany al municipi de Mollet del Vallès. Bona part del seu terme forma part de l'Espai Natural de Gallecs.
Gallecs va ser un ens local independent fins a la constitució dels ajuntaments al 1r terç del S. XIX, després de la caiguda de l'antic règim senyorial, quan va ser incorporat a Mollet del Vallès.

### Història
Es tenen referències de Gallecs cap a l'any 904, al mateix temps que Parets i abans que Mollet. En la limitació de la nova església de Parets s'incorpora la descripció "el llogaret que diuen Ermedeu amb la meitat de l'alou de Gallecs". També s'esmenta moltes vegades en donacions fetes al Monestir de Sant Cugat.
Era una comunitat no gaire gran de pobladors que treballaven el camp i tenien petites parcel·les de forma allargada i estreta menors a 1 Ha. a la vora de les quals vivien. Ja llavors destacava la manca de submissió dels pagesos, que es declaraven propietaris i deien viure en una terra lliure de càrregues: "a Gallecs, en aquest alou".
El segle xi el Monestir de Sant Cugat va rebre en herència moltes terres de Gallecs, i els pagesos van acabar sotmesos a la seva voluntat.
En el fogatge del segle xiv (1358) va comptar uns 10 focs (unes 50 persones), població que no era gaire superior a la del segle xii. El retrocés demogràfic que es va patir a causa de la pesta negra es calcula que va fer minvar la població en un 10%, i per això durant el fogatge de 1378 a Gallecs només es van comptar 4 masos.
El 20 de març de 1385, es va proclamar una carta de redempció o alliberament jurídic de Gallecs, juntament amb Mollet i Parets, per part del rei Pere III el Cerimoniós abans de signar la seva fidelitat a la ciutat de Barcelona. En aquella carta surten agermanades les parròquies de Sant Esteve de Parets, Santa Maria de Gallecs i Sant Vicenç de Mollet, de les quals en tenia possessió en Marc de Planella.
Sota l'anomenat carreratge, totes tres parròquies van estar incorporades en un document signat el 2 de desembre de 1393. L'acord permetia lluir l'ensenya de Barcelona i, sobretot, permetia tenir els mateixos privilegis locals que Barcelona, que prometia la seva defensa a canvi de participar en l'exèrcit de la ciutat. A partir de llavors Gallecs, Parets i Mollet, encara que nuclis habitats independents, van ser governades per un mateix batlle.
El batlle de Mollet, Parets i Gallecs, com a representant del poder reial podia jutjar certs delictes comesos pels veïns. Presidia l'Assemblea comunal i governava el municipi ajudat per un nombre reduït de consellers. En 1573, a més dels consellers també és ajudat per un clavari (tresorer) i dos jurats.
Durant els segles xvi i xvii els 12 membres del Consell municipal es reunien sota uns roures, anomenats d'en Manent, un lloc equidistant de les tres parròquies, i quan feia mal temps s'aixoplugaven a Can Ros de Munt (masia de Can Ros de Mollet, al costat de l'Institut de Seguretat Pública de Catalunya).
En 1766 es varen crear dos nous càrrecs en el consell, el Síndic Personer (que fiscalitzava el govern dels regidors) i el Diputat del comú (triat pels veïns tenia com a tasca el control del mercat i dels proveïments). Originalment hi havia una alternança al capdavant del govern municipal entre Mollet i Parets, cosa que durant l'època borbònica en va mantenir. Però Gallecs (que s'havia quedat més petit que Parets i Mollet) feia de frontissa segons els seus interessos entre Mollet i Parets.
A mitjans del segle xix, i no se sap ben bé el perquè, el municipi es va escindir en dos, restant Gallecs al costat de Mollet i passant a formar part d'aquest nou municipi. Però Gallecs romandrà lluny de les noves vies de comunicació que travessen el municipi de sud a nord (línia Barcelona-Ripoll, línia Barcelona-Girona-Portbou o N-152) el que farà que continuï com a entorn rural mentre que Mollet del Vallès entrava en l'època industrial de la mà del tèxtil a partir de l'any 1842, molt lentament.
A començaments del segle xx, mentre Gallecs continuava sent un entorn rural, Mollet va començar a créixer per convertir-se en una ciutat industrial del cinturó de Barcelona, i es van consolidar noves fàbriques (de cotó, de pell), llavors, i com a pas obligat cap a Caldes, el ferrocarril anomenat "el Calderí" tenia parada a Gallecs.
Més tard el ferrocarril deixà de passar per Gallecs i mentre creixen a ambdós costats grans superfícies de serveis i fàbriques, Gallecs encara romania sent un entorn eminentment agrícola.